# Maechidius pauxillus
Maechidius pauxillus är en skalbaggsart som beskrevs av Heller 1910. Maechidius pauxillus ingår i släktet Maechidius och familjen Melolonthidae. Inga underarter finns listade i Catalogue of Life.